# 双龙镇 (公主岭市)
双龙镇，是中华人民共和国吉林省长春市公主岭市下辖的一个乡镇级行政单位。

## 行政区划
双龙镇下辖以下地区：
双龙社区、大青山村、新民村、合作村、石佛村、永茂村、双龙泉村、泉眼河村、七马架村、双龙村、拉拉屯村、立志村、兴隆村、兴林村和新兴村。